# Equivalência de categorias
Na teoria das categorias, equivalência de categorias é o conceito "correto" para dizer se categorias são "essencialmente as mesmas". Assim como objetos numa categoria são comparados não por serem iguais ou não, mas por haver ou não isomorfismos entre eles, {\displaystyle C} e {\displaystyle D} são equivalentes quando são relacionadas por dois functores que são inversos a menos de isomorfismos naturais.

## Definição
Uma equivalência entre as categorias {\displaystyle C,D} é uma quádrupla consistindo de dois functores {\displaystyle F:C\to D} e {\displaystyle G:D\to C}, e dois isomorfismos naturais {\displaystyle \eta :1{\dot {\cong }}GF} e {\displaystyle \epsilon :FG{\dot {\cong }}1}. Compare com o conceito de isomorfismo na categoria {\displaystyle {\mathsf {Cat}}}, que exige {\displaystyle GF=1_{C}} e {\displaystyle FG=1_{D}}. Escreve-se {\displaystyle C\simeq D} quando {\displaystyle C,D} são equivalentes. A relação {\displaystyle \simeq } é relação de equivalência.
Uma condição suficiente e necessária para um functor {\displaystyle F:C\to D} ser parte de uma equivalência de categorias é ser functor pleno, fiel e essencialmente sobrejetivo (isto é, para cada {\displaystyle d\in D}, há {\displaystyle c\in C} tal que {\displaystyle F(c)\cong d}).
O princípio de equivalência é a afirmação de que os conceitos estudados em teoria das categorias devem ser invariantes na equivalência de categorias.

## Equivalência adjunta
Uma equivalência adjunta é uma equivalência {\displaystyle (F,G,\eta ,\epsilon )} formando uma adjunção.
Toda equivalência de categorias pode ser promovida a uma equivalência adjunta:
{\displaystyle \left(F,G,\eta :1{\dot {\cong }}GF,\epsilon \cdot F(G\epsilon \cdot \eta G)^{-1}:FG{\dot {\cong }}1\right)}

## Exemplo
- A dualidade de Gelfand implica que a oposta da categoria das C*-álgebras complexas unitárias comutativas é equivalente à categoria dos espaços compactos de Hausdorff.[6][7]